# Wereldkampioenschap schaatsen allround vrouwen 1935
Het derde Wereldkampioenschap schaatsen allround voor vrouwen werd op 26 en 27 februari 1935 verreden in het Frogner stadion in Oslo, Noorwegen en werd georganiseerd door de plaatselijke Oslo Skøiteklubb (OSK). Het was met de edities van 1933 en 1934 een onofficieel kampioenschap, de ISU nam het kampioenschap pas vanaf 1936 onder haar hoede. Er deden tien deelneemsters uit vier landen (Noorwegen (7), Duitsland (1), Verenigde Staten (1) en Zweden (1)) aan mee. Het kampioenschap werd over drie afstanden verreden, respectievelijk 1000m, 500m en 1500m.
De Noorse Laila Schou Nilsen werd de derde wereldkampioene voor Synnøve Lie en de Amerikaanse Kit Klein. Kit Klein, Lissa Bengtsson en Irmgard Sames waren de drie debutanten.

## Afstand medailles
| Afstand | Goud ·             | Zilver ·           | Brons ·     |
| ------- | ------------------ | ------------------ | ----------- |
| 1000m   | Kit Klein          | Laila Schou Nilsen | Synnøve Lie |
| 500m    | Laila Schou Nilsen | Synnøve Lie        | Kit Klein   |
| 1500m   | Laila Schou Nilsen | Synnøve Lie        | Kit Klein   |

## Klassement
| Rang   | Schaatsster        | Land             | Punten  | 1000m       | 500m        | 1500m       |
| ------ | ------------------ | ---------------- | ------- | ----------- | ----------- | ----------- |
| Goud   | Laila Schou Nilsen | Noorwegen        | 158,550 | 1.46, 9 (2) | 49,3 (1) WR | 2.47,4 (1)  |
| Zilver | Synnøve Lie        | Noorwegen        | 160,817 | 1.47,9 (3)  | 50,4 (2)    | 2.49.4 (2)  |
| Brons  | Kit Klein          | Verenigde Staten | 160,917 | 1.46,7 (1)  | 51,3 (3)    | 2.49,7 (3)  |
| 4      | Jane Bjerke        | Noorwegen        | 166,867 | 1.52,4 (4)  | 51,4 (4)    | 2.57,8 (4)  |
| 5      | Ella Berntsen      | Noorwegen        | 172,017 | 1.55,7 (5)  | 54,8 (6)    | 2.58,1 (5)  |
| 6      | Lissa Bengtsson    | Zweden           | 175,017 | 1.56,3(6)   | 52,6 (5)    | 3.12,8* (9) |
| 7      | Bera Løvstad       | Noorwegen        | 175,283 | 1.57,1 (7)  | 55,1 (7)    | 3.04,9 (6)  |
| 8      | Irmgard Sames      | Duitse Rijk      | 179,933 | 2.00,6 (8)  | 56,3 (8)    | 3.10,0 (8)  |
| 9      | Margit Fassaas     | Noorwegen        | 180,000 | 2.00,8 (9)  | 56,3 (8)    | 3.09,7 (7)  |
| 10     | Kate Andersen      | Noorwegen        | 185,617 | 2.06,5 (10) | 57,9 (10)   | 3.13,4 (10) |

* = met val
NC = niet gekwalificeerd
NF = niet gefinisht
NS = niet gestart
DQ = gediskwalificeerd
Vet gezet = kampioenschapsrecord